# Päevaleht (1905–1940)

Päevaleht 1934

Päevaleht („Tageblatt“) war eine estnische Tageszeitung, die von 1905 bis 1940 erschien.

## Gründung und Erscheinungsweise
Im Sommer 1905 beantragte der Übersetzer, Schriftsteller und Journalist Peeter Grünfeldt, der zuvor bei diversen estnischen Zeitungen (u. a. bei Postimees) Erfahrung gesammelt hatte, gemeinsam mit dem Schriftsetzer Jaak Jürine (1875–1939) eine Genehmigung zur Gründung einer neuen Zeitung in Tallinn. Nach Erteilung der Genehmigung dauerte es noch bis Dezember des Jahres, ehe die erste Nummer erschien, da Grünfeldt selbst kein Kapital hatte. Nach dem Verkauf des Herausgaberechts an den Verleger Andres Pert, dessen eigene Zeitung „Uus Aeg“ wie alle anderen estnischen Zeitungen nach Ausrufung des Ausnahmezustands am 10. Dezemberjul. / 23. Dezember 1917greg. infolge der revolutionären Ereignisse gerade geschlossen war, konnte die neue Tageszeitung im Dezember ihr Erscheinen aufnehmen.
Die erste Nummer von Päewaleht (damalige Orthographie, die bis zum Schluss im Titel der Zeitung verwendet wurde) kam am 16. Dezemberjul. / 29. Dezember 1905greg. heraus, ab 1906 erschien die Zeitung dann sechsmal pro Woche (sonntags nicht, von Juli bis Dezember 1906 montags nicht). In den Nachwehen der Oktoberrevolution wurde die Zeitung am 16. Dezemberjul. / 29. Dezember 1917greg. geschlossen, konnte aber im Januar 1918 wieder erscheinen. Während der deutschen Besetzung Estlands im Ersten Weltkrieg war das Erscheinen jedoch wieder untersagt, lediglich am 25. Februar 1918 kam eine einblättrige Einzelnummer heraus, die unter anderem das Unabhängigkeitsmanifest Estlands brachte.
Am 12. November 1918 nahm die Zeitung ihr Erscheinen wieder auf. Seit dem Januar 1921 gab es sieben Ausgaben pro Woche, jedoch folgten noch mehrmals längere Perioden mit sechs Ausgaben pro Woche (montags nicht). Seit Juli 1925 erschien die Zeitung bis zu ihrer Einstellung ununterbrochen sieben Mal pro Woche.
Die letzte Nummer erschien, bedingt durch die Sowjetisierung Estlands, am 26. Juli 1940. Als Nachfolgerin gilt die ab dem 18. September 1940 gedruckte „Noorte Hääl“ („Stimme der Jugend“). Während der deutschen Besetzung Estlands im Zweiten Weltkrieg wurde eine Wiederbelebung der alten Zeitung versucht, jedoch konnte nur eine einzige Ausgabe am 29. August 1941 erscheinen. Nach dem Zweiten Weltkrieg wurde die Publikation als „Noorte Hääl“ fortgesetzt, bis die Zeitung im Zuge der Singenden Revolution am 1. Februar 1990 wieder in „Päevaleht“ umbenannt wurde. Diese Zeitung fusionierte 1994 mit zwei anderen Zeitungen und erscheint seitdem als Eesti Päevaleht, das heute neben dem Postimees die zweite große Tageszeitung in Estland ist.

## Chefredakteure und Redaktionsmitarbeiter
- Peeter Grünfeldt 1905–1908.
- Georg Eduard Luiga 1908–1934.
- Harald Tammer 1933–1940.

Luiga und Tammer waren zeitweilig gemeinsam Chefredakteure. Der Prosaist Jakob Mändmets arbeitete von 1906 bis 1910 und ab 1916 bis zu seinem Tode (1930) in der Redaktion.

## Wirkung und Bedeutung
Bedingt durch die anfängliche Monopolsituation war die Auflage sofort sehr hoch und betrug 12.000–15.000 Exemplare. In der zweiten Hälfte der 1920er und den 1930er Jahren betrug die Auflage bis zu 50.000. Die Zeitung wird als „erste politisch unabhängige Zeitung Estlands“ betrachtet und wurde unter Georg Luiga zur größten Zeitung Estlands in der Zwischenkriegszeit.
In den Spalten des Päevaleht sind wie in Estland üblich auch regelmäßig literarische Werke zum ersten Male erschienen, darunter auch Romane, die später gar nicht als Buch herausgekommen sind wie beispielsweise Mart Rauds Uued inimesed (Neue Menschen, 1925 ab dem 14. März), in dem die Neusiedlerthematik behandelt wird.

## Sekundärliteratur
- Peeter Grünfeldt: „Päewalehe“ esimesed eluaastad, in: Päewaleht, 29. Dezember 1925, S. 5–6. (Estnisch)
- Peatükke Eesti ajakirjanduse ajaloost 1900–1940. Koost. Epp Lauk. Tartu: Tartu Ülikooli Kirjastus 2000. 262 S.